# Константин Константинович
Константин Константинович (Стрељна, 10/22. август 1858 — Павловск, 2/15. јун 1915) био је руски велики кнез, генерал-ађутант, генерал пјешадије, председник Руске академије наука, преводилац, драматург и песник чије је стихове волео и Владимир Илич Лењин.

## Биографија
Његов живот и уметничко стварање означиће тешки унутрашњи ломови, растрзаност имеђу властитих хомосексуалних стремљења, строгих традиција, привржености породичним вредностима и вере у Бога. Своју патње, дилеме и страсти преносио је у своје песме а оно најинтимније у дневник који је завештао на чување Руској академији наука под условом да његове странице не угледају светлост дана наредних 90 година (дневник је објавлљен 1994. године).
Константин Константинович, унук руског цара Николаја I са дванаест година почео је своја дружења са руским морнарима, свако лето проводио је на бродовима руске морнаричке школе. Окружен морнарима и није био свестан да ће му ово дружење обележити живот. Записао је касније у дуго чуваном дневнику да је војно окружење у њему произвело осећај мушкости, а касније се упркос женидби „развило у снажну страст, грех и болест“.
Године 1875. као морнар питомац на броду „Светлана“ креће водама медитерана, а ускоро и водама Атлантског океана. По завршетку руско-турског рата обилази Европу, Алжир и на крају завршава у друштву грчких морнара. Морнарица је обележила њега, али и он њу. Прошло је већ готово век и по откако су руски морнари, који су пловили морима још под једрима, почели да облаче морнарске мајице под своје традиционалне униформе. Како само морнари не зову своју омиљену бело-плаву мајицу: морска душа, пругаста другарица, о њој су спеване песме и писане књиге. Њено званично признање десило се 19. августа 1874. године, када је велики кнез Константин Николајевич, у то време шеф војне флоте, издао наредбу о новој унифроми која је укључивала и данас популарну плаво-белу мајицу. У флоти се и данас она сматра симболом храбрости, неустрашивости и среће.
Припадност владарској династији захтевала је од њега склапање династичког брака. У јануару 1884. године жени се немачком принцезом Елизабетом Сакс-Алтенбург са којом је имао деветоро деце.
Његова војничка каријера стално је ишла узлазном линијом. Током 1900. године постао је начелних руских образовних институција, а од морнара-питомца постаће генерал.
Одликован је Краљевским орденом Карађорђеве звезде и Орденом књаза Данила I.

## Песништво
За многе своје песме инспирацију је пронашао у темама из војничког живота, многе песме посвећује војницима, морнарима, њиховим животима и војничким данима. Временом како у браку није нашао физичко задовољство већ га је проналазио у младим морнарима постаје све више растрзан између традиција и своје сексуалности, његове песме носе бол и све више су посвећене Богу и духовним традицијама.
Постаје председник Царске академије наука 1887. године. У то време као почасни чланови академије укључују се многи руски писци. Константин ће се наћи и на челу одбора за прославу 100 година рођења руског писца Пушкина.
Године 1912. покушаће да озваничи предлог закона којим би се званично забранило Јеврејима да уче у војним школама. Покушај је завршен неуспешно.
Током свог живота пише дневник који садржи најинтимније исповести из његовог живота, сведочанство о његовим унутрашњим нагонима, авантура са мушкарцима, али и растрзаности између властите хомосексуалности и строгих традиција које су на хомосексуалне склоности гледали као на тешки грех.
Његови стихову послужили су као инспирација за композиције Чајковског, Рахмањина и других. Певодио је Шекспира, Шилера, Гетеа, а његови фрагменти „Цар Јудејски“ послужиће совјетском писцу Булгакову за роман „Мајстор и Маргарита“. Своје песме потписиваће са К. Р. и под тим „именом“ ући ће у свет руске књижевности.
Први светски рат га затиче у Немачкој одакле се после кратког заробљеништва враћа у Русију. Тешко болестан умире 2. јуна 1915. године. Био је последњи Романов који је сахрањен у Петропавловској тврђави.